# Grogol Selatan
Selatan es el kelurahan que se encuentra dentro del kecamatan Kebayoran Lama, en el kabupaten de Yakarta meridional, en Yakarta, Indonesia.
Este kelurahan se corresponde con el código postal 12220.